# Liste von Bergwerken in Hamm

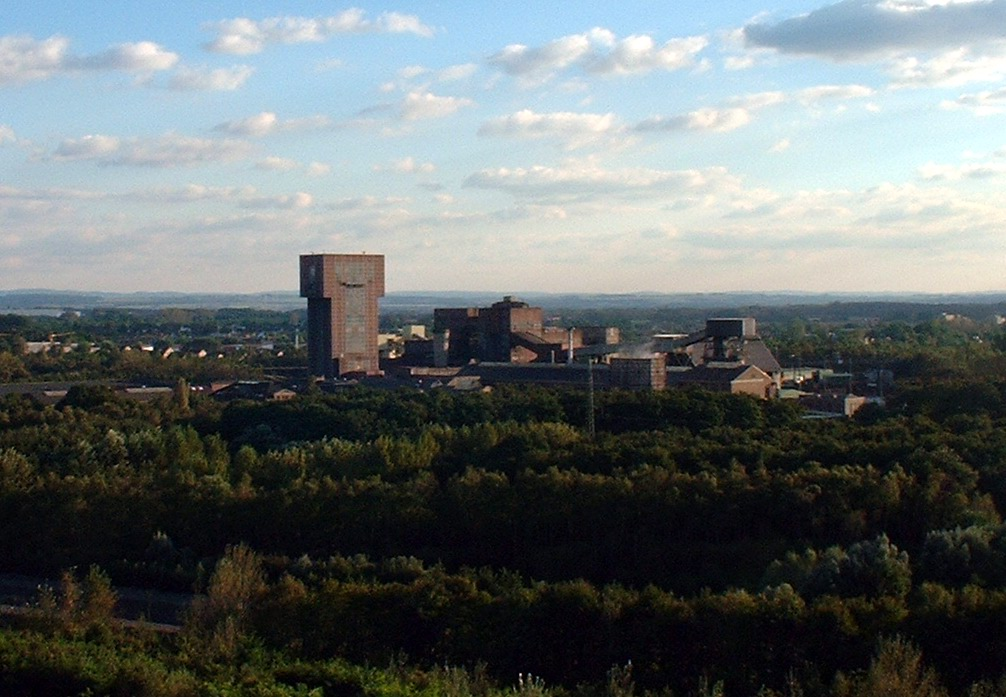
Zeche Heinrich Robert, 2002

Die Liste von Bergwerken in Hamm umfasst die stillgelegten Bergwerke in Hamm im Ruhrgebiet. Sie zählen zum Rheinisch-Westfälischen Kohlenrevier. 

## Geschichte
Der Bergbau in Hamm begann im Jahre 1901 mit der Teufe der Zeche De Wedel im Amt Pelkum. 2010 endete der Betrieb der Zeche Heinrich Robert.

## Liste
Die Zeitpunkte bedeuten ggf. auch den Verleih der Rechte, Beginn der Teufe, bzw. Verfüllung und Abriss bis zur endgültigen Schließung. Ggf. standen die Anlagen auch zwischenzeitlich still. 
| Name            | Stadt und Ortsteil                             | Beginn | Ende | Anmerkungen |
| --------------- | ---------------------------------------------- | ------ | ---- | --- |
| Heinrich-Robert | Wiescherhöfen                                  | 1901   | 1998 | Ging im Bergwerk Ost auf, Standort Wiescherhöfen blieb erhalten. Vormals De Wendel. |
| Maximilian      | Ostwennemar                                    | 1902   | 1943 | Die Zeche soff 1914 nach Betriebseinstellung ab. Versuche, die nur zwei Jahre lang betriebene Förderung wiederaufzunehmen, wurden 1943 eingestellt und die Schächte 1978 bis 1980 verfüllt. Heute sind das Gelände und die ehemaligen Gebäude zum Maximilianpark umgebaut, der 1984 Ort der Landesgartenschau war |
| Ost             | Herringen                                      | 1873   | 2010 | Verbundbergwerk aus der Zeche Haus Aden, Zeche Monopol und Zeche Heinrich-Robert. Letzte Steinkohlenzeche in Hamm und des östlichen Ruhrgebiets; |
| Radbod          | Bockum-Hövel                                   | 1905   | 1990 | Stillgelegt, Fördertürme als Denkmale erhalten, Heute Gewerbegebiet und Kulturrevier Radbod |
| Sachsen         | Heessen                                        | 1912   | 1976 | Stillgelegt |
| Bergwerk Donar  | Bockum-Hövel/Herringen und Stadt Drensteinfurt |        |      | Geplant, frühere Nordwanderung der Schachtanlage Radbod (1980er Jahre): Die Förderung sollte demnach auf dem Bergwerk Ost stattfinden, da Radbod stillgelegt wurde. Die Personalbefahrung war vom Gebiet der Stadt Drensteinfurt aus vorgesehen.                                                                  |